# Етіотропна терапія
Етіотропна терапія  (причинна, каузальна) (грец. aitía, причина + trópos, поворот, напрям; therapéia, лікування) — лікування, спрямоване на усунення причини виникнення захворювання.
Етіотропна терапія призначається у тих випадках, коли етіологічний чинник, що став поштовхом патологічного процесу, продовжує знаходиться в організмі і негативно впливає на нього. Суть етіотропної терапії полягає у застосуванні засобів, які спрямовані на ліквідацію першопричини виникнення захворювання, а не на полегшення самопочуття людини і усунення симптомів хвороби.

## Види етіотропної терапії
У фармакотерапії до етіотропної терапії можна віднести застосування:
- протимікробних засобів для системного застосування (антибактеріальних, сульфаніламідних, антипротозойних, противірусних, протигрибкових), терапевтичний ефект яких зумовлений їхньою дією на збудника захворювання;
- імунобіологічних препаратів: анатоксинів та імуноглобулінів, специфічних гіперімунних сироваток, бактеріофагів, пробіотиків;
- антидотів при інтоксикаціях внаслідок вживання отруйних речовин;
- протиглисних засобів при лікуванні гельмінтозів;
- хіміотерапевтичних препаратів, що діють на пухлинну клітину для пригнічення росту пухлин.

Лікарський засіб призначається з метою знищення чинника, що «запустив» хворобу, став першою ланкою ланцюга патогенезу.
У хірургічній практиці етіотропним лікуванням вважаються:
- радикальні операції для видалення сторонніх тіл, пухлин;
- операції по корекції вроджених вад розвитку.

У етіології внутрішніх хвороб тварин, окрім біотичних факторів і токсинів, часто вирішальне значення мають порушення умов утримання та догляду за твариною. Це так звані абіотичні фактори. В одних випадках вони є основною причиною хвороби, а в інших виступають у ролі чинників, що сприяють зниженню резистентності організму живої істоти, на фоні чого біотичні фактори проявляють свою патогенну дію. Усунення абіотичних факторів також належить до етіотропної терапії.

## Приклади

#### Лікування інфекційного захворювання антибактеріальними препаратами.
Антибактеріальні препарати є етіотропними (тобто діють на причину — бактерії), для лікування бактеріальної інфекції. Але етіотропною терапію можна вважати тільки тоді, коли:
- збудник вже встановлений;
- доведено чутливість патогенного мікроорганізму до певного антибіотика.

Коли збудник ще не визначено, лікар призначає препарат до результатів мікробіологічного дослідження — терапія буде емпіричною. Те ж саме можна сказати і про противірусні препарати, або будь-які інші.

#### Лікування пацієнтів залергією
Основним методом лікування пацієнтів з алергією є етіотропна терапія. Сенс етіотропного лікування алергій полягає не у тому, щоб призначити ліки людині з алергією, а, навпаки, передбачає максимальне виключення контакту алергену з чутливим до нього організмом. При алергії на пір'я птахів, заміна перової подушки на ватяну чи щоденне вологе прибирання у домі, де мешкає людина з алергією на домашній пил — етіотропна терапія.

#### Лікування анемії препаратами заліза
Причиною зниження гемоглобіну крові може бути: недостатне поступлення заліза в організм з їжею (при голодуванні), порушення всмоктування заліза через певний стан/хворобу, приміром, у пацієнта після резекції шлунку, надмірною втратою заліза — при хронічних кровотечах, підвищенням потреби організму в залізе (у вагітних жінок). Незалежно від причини виникнення анемії, з метою усунення дефіциту заліза, лікар всім пацієнтам порекомендує приймати препарати заліза. Але етіотропною терапія буде тільки у людини, що голодувала.